# (5846) Hessen
(5846) Hessen es un asteroide perteneciente al cinturón de asteroides, región del sistema solar que se encuentra entre las órbitas de Marte y Júpiter, descubierto el 11 de enero de 1989 por Freimut Börngen desde el Observatorio Karl Schwarzschild, en Tautenburg, Alemania.

## Designación y nombre
Designado provisionalmente como 1989 AW6. Fue nombrado Hessen en homenaje a uno de los 16 estados federados de Alemania. Su capital es Wiesbaden y su ciudad más poblada, Fráncfort, también son importantes las ciudades de Kassel y Darmstadt.

## Características orbitales
Hessen está situado a una distancia media del Sol de 2,435 ua, pudiendo alejarse hasta 2,770 ua y acercarse hasta 2,100 ua. Su excentricidad es 0,137 y la inclinación orbital 1,569 grados. Emplea 1388,22 días en completar una órbita alrededor del Sol.

## Características físicas
La magnitud absoluta de Hessen es 14,6. Tiene 3,694 km de diámetro y su albedo se estima en 0,187. 